# María Antonia (película)
María Antonia es una película cubana dirigida en 1990 por Sergio Giral y protagonizada por Alina Rodríguez en uno de sus interpretaciones más destacadas. Fue nominada al Goya a la mejor película extranjera de habla hispana en los V Premios Goya.

## Sinopsis
En los suburbios de La Habana en la década de 1950 llegan María Antonia y Madrina pidiendo ayuda a los dioses. Su inconformidad con la vida, su rebeldía y su amor propio la han llevado a cometer un acto irreversible. María Antonia, a la que ya no sorprende la miseria, se niega a entregarse a su diosa protectora y se condena.

## Reparto
- Alina Rodríguez - María Antonia
- Alexis Valdés - Julián
- Roberto Perdomo
- José Antonio Rodríguez - Babalawo
- Assenech Rodriguez - Madrina
- Elena Huerta - Cumachela
- Micheline Calvert - Ama de casa